# Julie Brown
Julie Ann Brown (ur. 31 sierpnia 1954 w Van Nuys) – amerykańska aktorka, scenarzystka, producentka, reżyserka i piosenkarka.

## Wybrana filmografia
- Camp Rock (2008) jako Dee La Duke
- Boxboarders (2006) jako Anny Neptune
- Special Thanks to Roy London  (2005) jako ona sama
- Peep Show (2004–2007) jako Nancy
- Intermission (2004) jako Mówca
- The Trip (2002) jako sekretarka w firmie OutLoud
- Tunel śmierci (Daybreak) (2000) jako Connie Spheres
- CSI: Kryminalne zagadki Las Vegas (CSI: Crime Scene Investigation) (2000) jako Connie Dellaquilla (gościnnie)
- Clueless (1997–1999) jako trener Millie Deemer
- W krzywym zwierciadle: Inwazja przygruntowych olbrzymek (1994) jako Tonya Hardly i Lenora Babbitt
- Akademia Policyjna 2: Pierwsze zadanie (Police Academy 2: Their First Assignment) (1985) jako Chloe
- Bloody Birthday (1981) jako Beverly Brody